# غرهام كينغ
غرهام كينغ (بالإنجليزية: Grahame King)‏ هو مصمم جرافيك ورسام أسترالي، ولد في 23 فبراير 1915 في ملبورن في أستراليا، وتوفي بنفس المكان في 11 أكتوبر 2008.